# 다중쓰역
다중쓰역(大钟寺站)은 중국 베이징시 하이뎬구 베이샤관 가도·중관춘 가도·베이타이핑좡 가도 경계의 북3환서로 징바오 철로교 서측에 위치한 베이징 지하철 2024년 12월 15일에 개장된 12호선과 2002년 9월 28일에 개장된 13호선의 역이다. 13호선의 역 번호는 1302이다. 다중쓰역은 북3환로(北三环路)의 북쪽에 있는 대종사(大钟寺)의 이름을 따서 명명되었다.

## 위치
다중쓰역은 북3환서로(北三環西路)와 징바오 철로의 교차점의 남서부에 위치하고 있으며, 징바오 철로 및 밍광 서로(明光西路)의 서쪽에 있다. 북3환서로의 남쪽에 위치한 이 역의 중심은 북3환서로 중심에서 120m 떨어져 있다.
12호선 다중쓰역은 13호선 역 북서쪽에 위치한다.

## 구조
13호선 다중쓰역은 2층 고가로 설계되어 있으며, 1층은 역무실과 보조 장비실이고, 2층은 승강장 층이며, 역무는 승강장 아래에 있으며, 2개의 대합실이 역의 양 끝에 설치되었다. 역 지붕은 몸체 디자인에 원호 모양의 강철 프레임 구조와 반투명 일광판을 채택했다.
| 2F 13호선 승강장 층  | 상대식 승강장, 오른쪽 출입문이 열림    | 상대식 승강장, 오른쪽 출입문이 열림 |
| 2F 13호선 승강장 층  | 궤도(동)                               | ← ■ 13호선 둥즈먼 방면 (즈춘루)     |
| 2F 13호선 승강장 층  | 궤도(서)                               | ■ 13호선 시즈먼 방면 (시즈먼) →     |
| 2F 13호선 승강장 층  | 상대식 승강장, 오른쪽 출입문이 열림    |                                     |
| 1F 13호선 대합실 층  | 13호선 대합실                          | A,B 출입구                          |
| B1F 12호선 대합실 층 | 12호선 대합실                          | D,E 출입구                          |
| B2F 12호선 승강장 층 | ←                                      | ■ 12호선 쓰지칭차오 방면 (인민대학) |
| B2F 12호선 승강장 층 | 분리식 섬식 승강장, 왼쪽 출입문이 열림 |                                     |
| B2F 12호선 승강장 층 | →                                      | ■ 12호선 둥바베이 방면 (지먼차오)   |

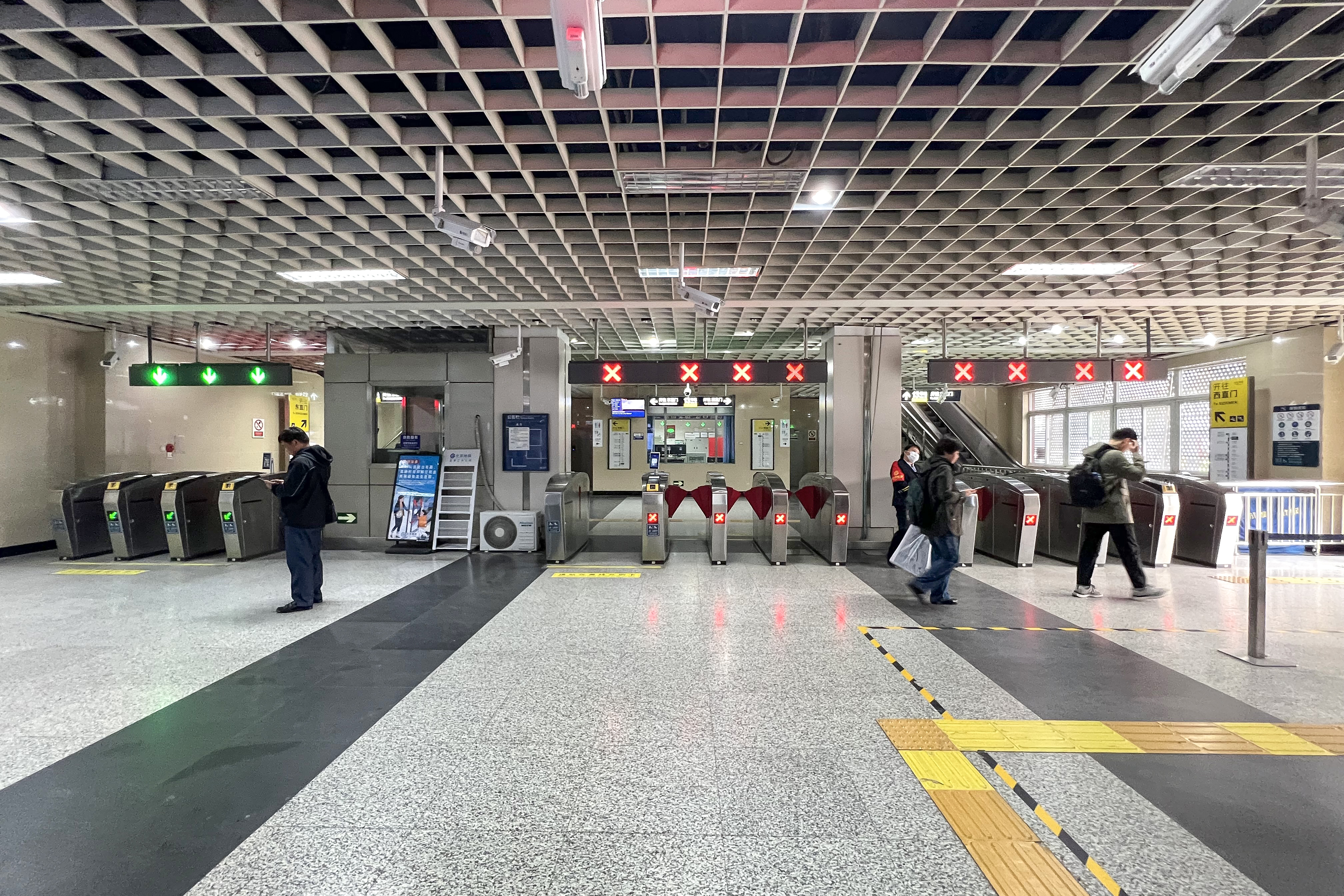
13호선 북 대합실(2024년 4월 촬영)
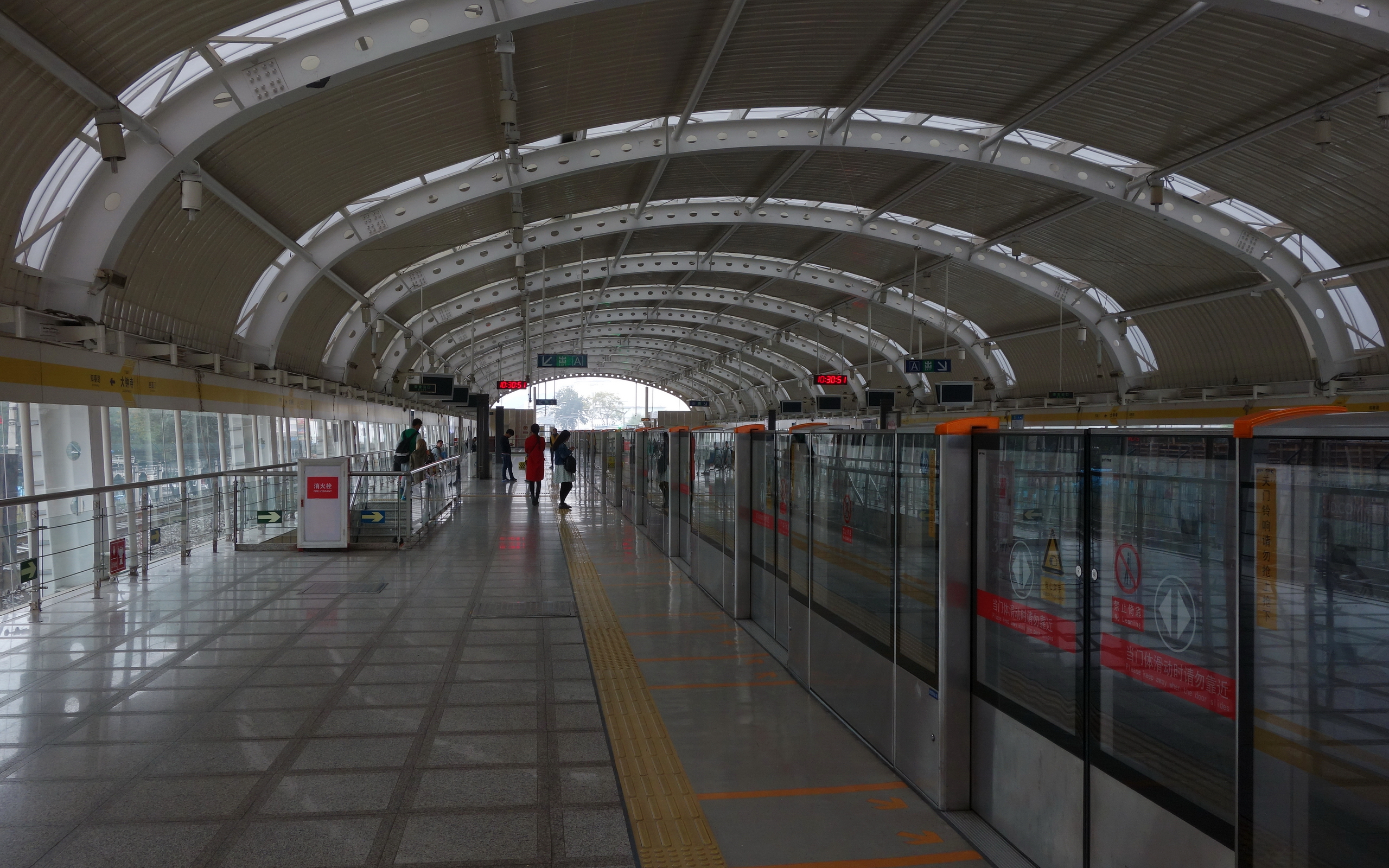
13호선 개량 전 승강장 (2016년 10월 촬영)

## 출구
13호선 역에는 출입구가 2개 있다 : A(서북), B(서남)
12호선 역에는 D, E 2개의 출입구가 있다. 출입구 모두 에스컬레이터가 설치되어 있다.
|                     |                       |                   |      |             |
|                     |                       |                   |      |             |
| 출구                | 지시                  | 출구 인근         | 사진 | 무장애 시설 |
| ■ 13호선에 연결     |                       |                   |      |             |
| 出口 · A            | 북3환서로(北三环西路) |                   |      |             |
| 出口 · B            | 북3환서로(北三环西路) |                   |      |             |
| ■ 12호선에 연결     |                       |                   |      |             |
| 出口 · D            | 북3환서로(北三环西路) | 1733 상무거리구역 |      |             |
| 出口 · E            | 북3환서로(北三环西路) |                   |      |             |
| 아이콘 설명: 경사로 |                       |                   |      |             |

## 역세권
- 대종사(大钟寺)
- 대종사 고종박물관(大钟寺古钟博物馆)
- 태양원(太阳园)
- 중앙경제대학(中央财经大学)
- 중국정법대학 하이뎬 교구(中国政法大学(海淀校区))
- 수도체육학원(首都体育学院)

## 인접역
| 베이징 지하철 12호선     | 베이징 지하철 12호선   | 베이징 지하철 12호선   |
| ------------------------ | ---------------------- | ---------------------- |
| 인민대학 쓰지칭차오 방면 | ■ 베이징 지하철 12호선 | 지먼차오 둥바베이 방면 |
| 베이징 지하철 13호선     |                        |                        |
| 시즈먼 방면              | ■ 베이징 지하철 13호선 | 즈춘루 둥즈먼 방면     |